# A Tribute to Led Zeppelin
A Tribute to Led Zeppelin è il decimo album in studio da solista della cantante statunitense Beth Hart, pubblicato nel 2022. Si tratta di un album di cover dedicato ai Led Zeppelin.

## Tracce
1. Whole Lotta Love – 5:55 (John Bonham, Willie Dixon, John Paul Jones, Jimmy Page, Robert Plant)
2. Kashmir – 8:15 (Bonham, Page, Plant)
3. Stairway to Heaven – 7:54 (Page, Plant)
4. The Crunge – 3:20 (Bonham, Jones, Page, Plant)
5. Dancing Days, Pt. 1 – 3:14 (Page, Plant)
6. When the Levee Breaks – 2:52 (Bonham, Jones, Memphis Minnie, Page, Plant)
7. Dancing Days, Pt. 2 – 1:09 (Page, Plant)
8. Black Dog – 4:47 (Jones, Page, Plant)
9. No Quarter – 3:22 (Jones, Page, Plant)
10. Babe I'm Gonna Leave You – 3:49 (Anne Bredon, Page, Plant)
11. Good Times Bad Times – 2:49 (Page, Bonham, Jones)
12. The Rain Song – 7:53 (Page, Plant)